# Dino Ciccarelli
Dino Ciccarelli (Sarnia, 8 febbraio 1960) è un ex hockeista su ghiaccio canadese.

## Biografia
Nel corso della sua carriera ha giocato con Sarnia Bees (1975/76), London Knights (1976-1980), Oklahoma City Stars (1979-1981), Minnesota North Stars (1980-1989), Washington Capitals (1988-1992), Detroit Red Wings (1992-1996), Tampa Bay Lightning (1996-1998) e Florida Panthers (1997-1999).
Con la nazionale canadese ha preso parte ai campionati del mondo nel 1982 e nel 1987.
Nel 2010 è stato inserito nella Hockey Hall of Fame.